# 순흥옥
순흥옥(順興屋)은 대한민국 서울특별시에 있는 유서 깊은 한국 음식점이다. 1945년에 설립되어 같은 자리에서 계속 운영되고 있다. 이름은 "안정과 번영의 집"을 뜻한다. 이 식당은 꼬리곰탕 전문점이다. 서울미래유산으로 지정되어 있다.

## 같이 보기
- 대한민국에서 가장 오래된 음식점 목록